# Biblioteka Narodowa Pedro Henríqueza Ureñy
Biblioteka Narodowa Pedro Henríqueza Ureñy (hiszp. Biblioteca Nacional Pedro Henríquez Ureña) – biblioteka narodowa Dominikany. Powstała w 1971 roku. Od 2001 roku nosi imię Pedro Henríqueza Ureñy.

## Historia
Próby utworzenia Biblioteki Narodowej były podejmowane jeszcze przed II wojną światową. W 1927 roku w ustawie 666 przewidziano kwotę 5000 peso na budowę Biblioteki Narodowej. 18 lutego 1935 roku prezydent Rafael Leonidas Trujillo w ustawie nr 1011 nakazał emisję znaczków z których dochód miał być przeznaczony na Archiwum i Bibliotekę Narodową (Pro Archivo y Biblioteca Nacionales). Działania te nie doprowadziły jednak do powstania Biblioteki. Dopiero 29 sierpnia 1969 roku prezydent Joaquín Balaguer wydał dekret nr 4058, który stał się podstawą jej utworzenia. Powoływał on komisje odpowiedzialną za powstanie biblioteki. Projekt budynku przygotował José Antonio Caro Álvarez, a koszt jego budowy wyniósł 1 200 000 peso. Inauguracja działalności w budynku mieszczącym się przy César Nicolás Penson No. 91 miała miejsce 28 lutego 1971 roku z udziałem między innymi prezydenta i przedstawicieli rządu. Dopiero cztery lata później, 25 listopada 1975 roku prezydent wydał ustawę nr 263, która stała się podstawą prawną funkcjonowania biblioteki. Dekretem nr 382-01 z 20 marca 2001 roku Bibliotece nadano imię Pedro Henríqueza Ureñy. W latach 2007–2012 przeprowadzono remont budynku biblioteki, znacznie go rozbudowując. Biblioteka w tym okresie została przeniesiona do budynku przy Avenida Luperón No. 5. 6 sierpnia 2012 roku prezydent Leonel Fernandez z żoną, wiceprezydentem elektem Margaritą Cedeno, ministrem kultury Jose Rafael Lantigua i dyrektorem Biblioteki Diomedes Nunez Polanco uroczyście otworzył budynek po przebudowie.
Biblioteka od 2000 roku podlega Ministerstwu Kultury. Zgodnie z ustawą 502-08 z 30 grudnia 2008 roku O książkach i bibliotekach jest biblioteką centralną. Zgodnie z dekretem nr 616-03 z 20 czerwca 2003 roku pełni rolę Narodowej Agencji ISBN i ISSN.

## Zbiory
Zgodnie z ustawą nr 112 z 23 kwietnia 1971 roku Biblioteka ma prawo do 2 egzemplarzy czasopism (gazet, tygodników, miesięczników i innych periodyków), 3 egzemplarzy wydawnictw audio, elektronicznych i audiowizualnych. Zbiory liczące 100 000 woluminów w latach 2004-2012 zostały powiększone do około 170 000.

## Budynek
Czteropiętrowy budynek mający początkowo 5000 m² został z czasem rozbudowany do 24 000 m². W wyniku przebudowy zakończonej w 2012 roku w bibliotece powstały między innymi: nowe pracownie naukowe, czytelnie, sala z dostępem do Internetu, sala do tłumaczeń symultanicznych, księgarnia, kawiarnia oraz nowoczesna sala audytoryjna służąca do organizacji kongresów, warsztatów, koncertów i innych wydarzeń kulturalnych. W budynku mieści się również biblioteka publiczna.   